# Grandemilia
Gran Reno est un centre commercial italien à Modène, dans la province de Modène, en Émilie-Romagne. Ouvert en 1996, il est géré par Klépierre et a une enseigne Coop pour locomotive.